# Лінн-Веллі (Канзас)
Лінн-Веллі (англ. Linn Valley) — місто (англ. city) в США, в окрузі Лінн штату Канзас. Населення — 956 осіб (2020).

## Географія
Лінн-Веллі розташований за координатами 38°22′34″ пн. ш. 94°42′38″ зх. д. / 38.37611° пн. ш. 94.71056° зх. д. (38.376172, -94.710524).  За даними Бюро перепису населення США в 2010 році місто мало площу 7,67 км², з яких 7,03 км² — суходіл та 0,64 км² — водойми. В 2017 році площа становила 8,32 км², з яких 7,66 км² — суходіл та 0,65 км² — водойми.

## Демографія
Згідно з переписом 2010 року, у місті мешкали 804 особи в 360 домогосподарствах у складі 255 родин. Густота населення становила 105 осіб/км².  Було 697 помешкань (91/км²).
Расовий склад населення:
| - 96,1 % — білих - 1,2 % — корінних американців - 0,4 % — азіатів - 0,1 % — чорних або афроамериканців |

До двох чи більше рас належало 2,0 %. Частка іспаномовних становила 1,4 % від усіх жителів.
За віковим діапазоном населення розподілялося таким чином: 18,7 % — особи молодші 18 років, 56,2 % — особи у віці 18—64 років, 25,1 % — особи у віці 65 років та старші. Медіана віку мешканця становила 50,9 року. На 100 осіб жіночої статі у місті припадало 111,6 чоловіків;  на 100 жінок у віці від 18 років та старших — 114,4 чоловіків також старших 18 років.
Середній дохід на одне домашнє господарство  становив 65 308 доларів США (медіана — 46 719), а середній дохід на одну сім'ю — 80 862 долари (медіана — 58 750). За межею бідності перебувало 15,8 % осіб, у тому числі 37,0 % дітей у віці до 18 років та 16,5 % осіб у віці 65 років та старших.
Цивільне працевлаштоване населення становило 351 осіб. Основні галузі зайнятості: освіта, охорона здоров'я та соціальна допомога — 19,4 %, роздрібна торгівля — 18,8 %, будівництво — 15,1 %.